# Jean-Jacques Rousseau
Jean-Jacques Rousseau [žán žak rusó] (28. června 1712, Ženeva – 2. července 1778 Ermenonville, Francie) byl významný francouzsky píšící filozof, pedagog a preromantický spisovatel ženevského původu. Jeho dílo ovlivnilo francouzskou revoluci i následující vývoj kolektivistických teorií. Podstatou jeho učení bylo, že lidé se rodí dobří a kazí se teprve vinou společnosti. Volal po návratu k přírodě a k lidské přirozenosti, kterou spatřoval v absenci novodobých dějin, jež člověka uvrhly do okovů konvencí a nesmyslných řádů.

## Život a smrt

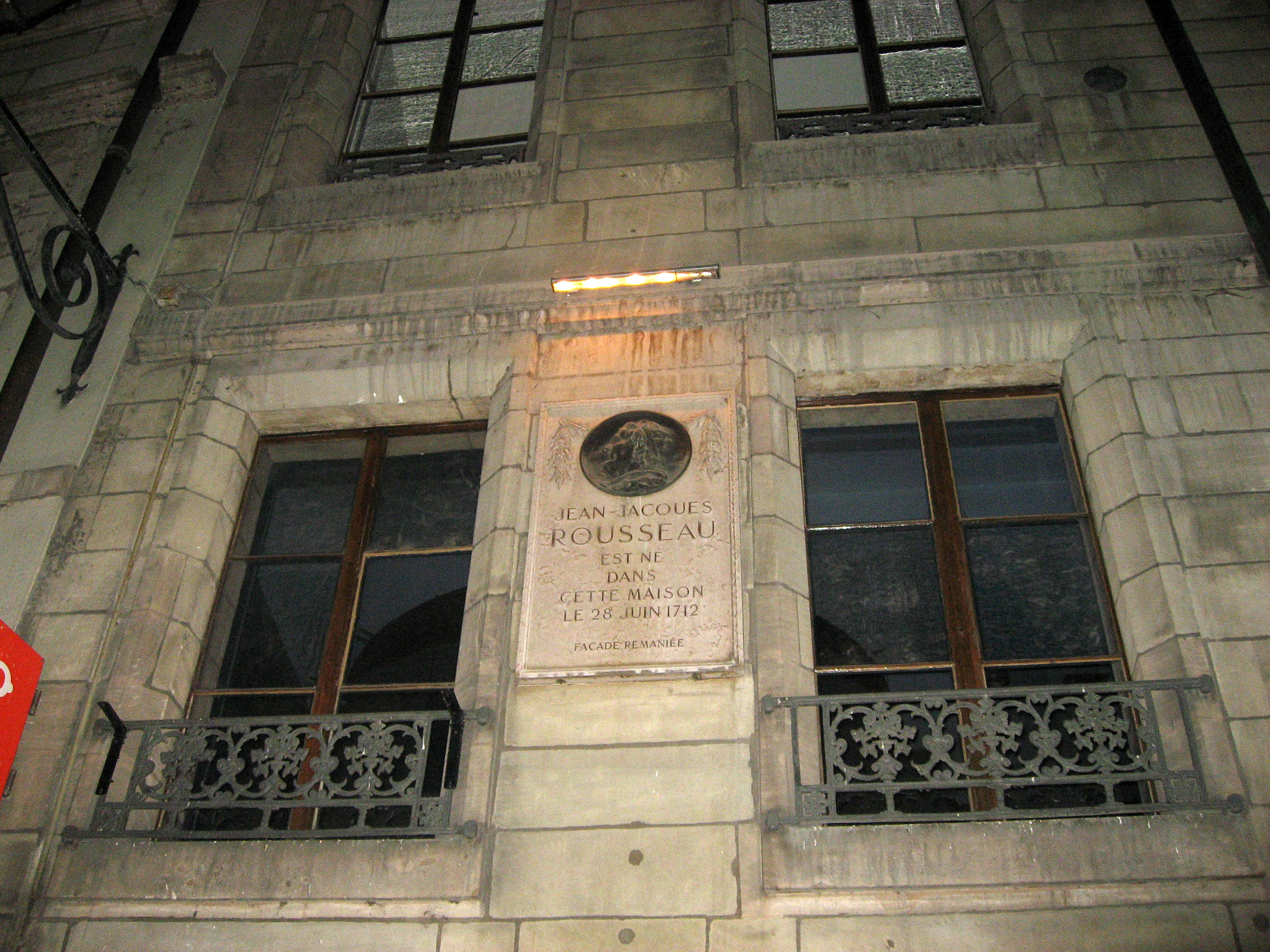
Rodný dům v Ženevě

Narodil se jako druhý syn Isaaca Rousseaua, hodináře po vzoru otce i děda, a Suzanne Rousseauové, rozené Bernardové, rovněž dcery hodináře. Matka zemřela 7. července 1712, devět dní po jeho narození a otec ho roku 1722 poslal k pastoru Lambercierovi v Bossey (jižně od Ženevy). Jeho vzdělání spočívalo pouze v četbě kalvinistických kázání a Plutarchových Životopisů. V roce 1724 ho otec dal do učení k notáři a v roce 1725 k ryteckému mistru. Jeho otec se znovu oženil v roce 1726. 14. března 1728 Jean-Jacques ve věku patnácti let protestantskou Ženevu opustil.
Farář města Confignon (na západ od Ženevy) ho na květnou neděli přivedl k paní Françoise-Louise de Warens (1699–1768), která dva roky předtím konvertovala ke katolictví. Ujala se ho; Rousseau jí přezdíval maman (matka). Pod jejím vlivem se vydal do Turína, kde 23. dubna konvertoval ke katolictví. Následujícího roku se vrátil do Charmettes (nedaleko Chambéry) k Françoise-Louise de Warens. V roce 1730 cestoval pěšky až do Neuchâtelu, kde se učil hudbě. V roce 1732 získal místo hudebního mistra v Chambéry. V roce 1734 se pak stal intendantem paní de Warens a ona jeho milenkou. U ní v roce 1739 napsal svou první skladbu: Sad paní baronky de Warens.
V Paříži v roce 1741 neúspěšně předložil Akademii svůj vynález nového notového zápisu; kromě toho se zde seznámil s Denisem Diderotem a Madame d'Épinay. V letech 1743–4 působil jako tajemník francouzského velvyslance v Benátkách, o jejichž republikánském zřízení často psal ve své další práci. Benátky byly v těchto letech prorostlé intrikami: vysocí představitelé evropských zemí očekávali tureckou invazi s vyloděním právě v Benátkách, a tak se Benátky staly špionážním centrem všech evropských velmocí. Rousseau se svou prací nebyl spokojen – jako držitel tajných informací nesměl navazovat styky s benátskými rodinami, bylo mu doporučeno příliš se veřejně neprojevovat a pokud by chtěl navázat kontakt s benátskými umělci, musel by to okamžitě nahlásit. S rostoucí nespokojeností se jeho pracovní morálka snižovala, přibývalo konfliktů se spoluzaměstnanci, a dokonce i se samotným velvyslancem. Výsledkem bylo, že byl propuštěn. Po návratu do Paříže žil s pologramotnou švadlenou Thérèse Lavasseurovou, s níž měl údajně pět dětí, které všechny odložil do sirotčince Hôspital des Enfants-trouvés.
V roce 1745 napsal operu Les Muses galantes, která měla být zahrána jako dar králi od vévody de Richelieu. Vévoda dá operu nastudovat na státní náklady. Když bylo vše připraveno, protivník Rousseaua a zároveň oficiální představitel pařížské hudby, který měl z hudebníků nejblíže králi, Jean-Philippe Rameau, krále přesvědčil, že představení Rousseauovy opery skončí tragicky a že král si zaslouží slyšet lepší díla.
Od r. 1749 přispíval do Encyklopedie články o hudbě, od roku 1755 i o politické ekonomii. V roce 1750 se zúčastnil soutěže Dijonské akademie o nejlepší filozofické pojednání. Se svou Rozpravou o vědách a uměních, kde rozvedl myšlenku, že pokrok je synonymem zkaženosti, skončil první. V roce 1752 složil a představil velmi úspěšnou operu „Vesnický Věštec“ (Le Devin du village), která byla hrána i před králem ve Fontainebleau a Rousseauovi byl nabídnut doživotní příjem, což on nepřijal, jak popisuje ve svých Vyznáních. R. 1754 se vrátil do Ženevy a konvertoval zpět ke kalvinismu. V roce 1755 do jiné soutěže Dijonské akademie zaslal Rozpravu o původu nerovnosti mezi lidmi, jež se setkala s nelibostí francouzské vlády, jejíž mínění nepochybně ovlivnil tehdy již uznávaný pařížský filozof Voltaire. Právě Voltairovi dal Rousseau poslat výtisk prvního vydání tohoto díla a ten se také jeho knize doslova vysmál. Rousseaovi se tímto znechutil jak Voltaire, tak i celá literární Paříž.
V roce 1761 vzniklo Rousseauovo významné dílo Julie aneb Nová Heloisa, které bylo inspirováno Rousseaovým životem: Madamme d'Épinay nabídla Jeanu-Jacquesovi i Thérèse bydlení na venkově v klidné přírodě, která mu nabízela pro něho nejpříhodnější místo k přemýšlení. Zde, na okraji lesa u Montmorency, se Rousseau zamiloval do Madamme d'Houdetot. Jejich kontakt probíhal převážně přes korespondenci. Elisabeth-Sophie d'Houdetot ale Rousseaua nebrala příliš vážně a jeho dopisy se podobaly spíše monologu – při psaní těchto dopisů žil Rousseau spíše ve své fantazii než v reálném světě. A tento podivný vztah Rousseau popsal ve své knize Julie aneb Nová Heloisa, ve které vystupuje hrdinka Julie inspirovaná Elisabet-Sophie. Nová Heloisa zajistila Rousseaovi mnoho obdivovatelů, kteří ho vnímali jako román, zatímco Rousseau ho psal jako filozofickou úvahu.
Pedagogické dílo Emil aneb O výchově (1762), kritizující náboženství, bylo odsouzeno pařížským parlamentem a zakázáno i v Ženevě; Rousseau byl nucen prchnout do oblasti Neuchâtelu, jež tehdy patřila pod správu pruského krále. Poté, co byl jeho dům i tam obléhán davem, odjel v roce 1765 na pozvání filozofa Davida Huma do Anglie. Po roce a půl však podlehl stihomamu, obvinil Huma, že proti němu kuje pikle, a ve zlém se s ním rozešel; Rousseau se pod jménem Renou vrátil do Francie, vzal si Thérèse a v roce 1770, kdy jeho oficiální vyhnanství vypršelo, se vrátil do Paříže. Zde se při jednom návalu pocitu zbytečnosti a nepochopení pokusil o sebevraždu, ve které mu zabránili dva náhodně kolem jdoucí strážníci.
Ke sklonku života dokončil své autobiografické dílo Vyznání a doplnil jej o Sny samotářského chodce a pojednání Rousseau soudí Jeana-Jacqua. Nesměl vydávat knihy, ale pořádal soukromá čtení.

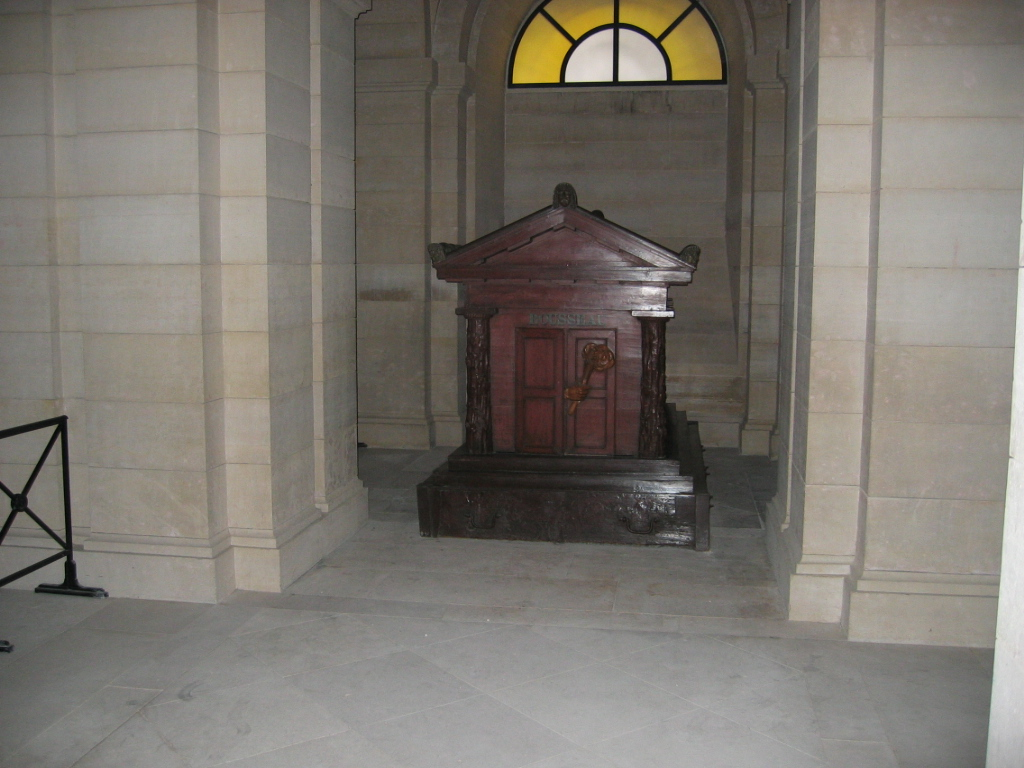
Rousseauův hrob v Pantheonu (Paříž)

V roce 1778 mu nabídl markýz de Girardin pohostinství v domě na svém panství v Ermenonville blízko Paříže: Rousseaua zde zastihla náhlá smrt 2. července 1778. Následujícího dne známý sochař Houdon odlil jeho posmrtnou masku, jež se později stala zdrojem spekulací o Rousseauově smrti. 4. července Girardin pohřbil mistrovo tělo na Ostrově topolů, na místě, kde byl roku 1780 postaven památník navržený Hubertem Robertem a zkonstruovaný J.-P. Lesuerurem. Rousseau se ihned stal kultovní postavou a jeho hrobka byla neúnavně navštěvována. Francouzská revoluce vyzdvihovala Rousseauovu filozofii a 11. listopadu 1794 byly při velkolepé ceremonii jeho ostatky přeneseny z Ermenonvillu do pařížského Pantheonu. Jean-Jacques Rousseau se tak oficiálně stal jednou z nejslavnějších postav francouzské historie.
Rousseauova smrt byla opředena řadou tajemství a nevyjasněných okolností. Vznikly spekulace, že byl zavražděn kvůli dědickým vztahům a předčasnému zájmu o jeho dílo Vyznání, jež mělo být podle jeho slov vydáno až posmrtně. O posledních dnech a o smrti Jeana-Jacqua hovoří detailně román německého poválečného spisovatele Liona Feuchtwangera Bláznova moudrost aneb Smrt a slavné zmrtvýchvstání Jeana-Jacqua Rousseaua.

## Myšlenky

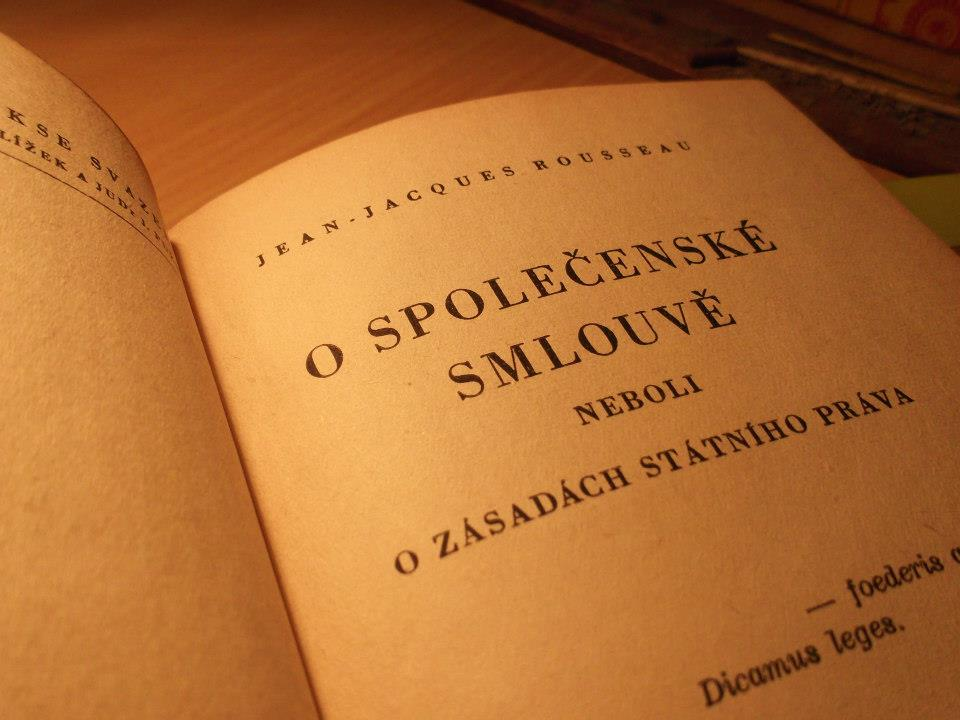
Jean-Jacques Rousseau, O společenské smlouvě, české vydání

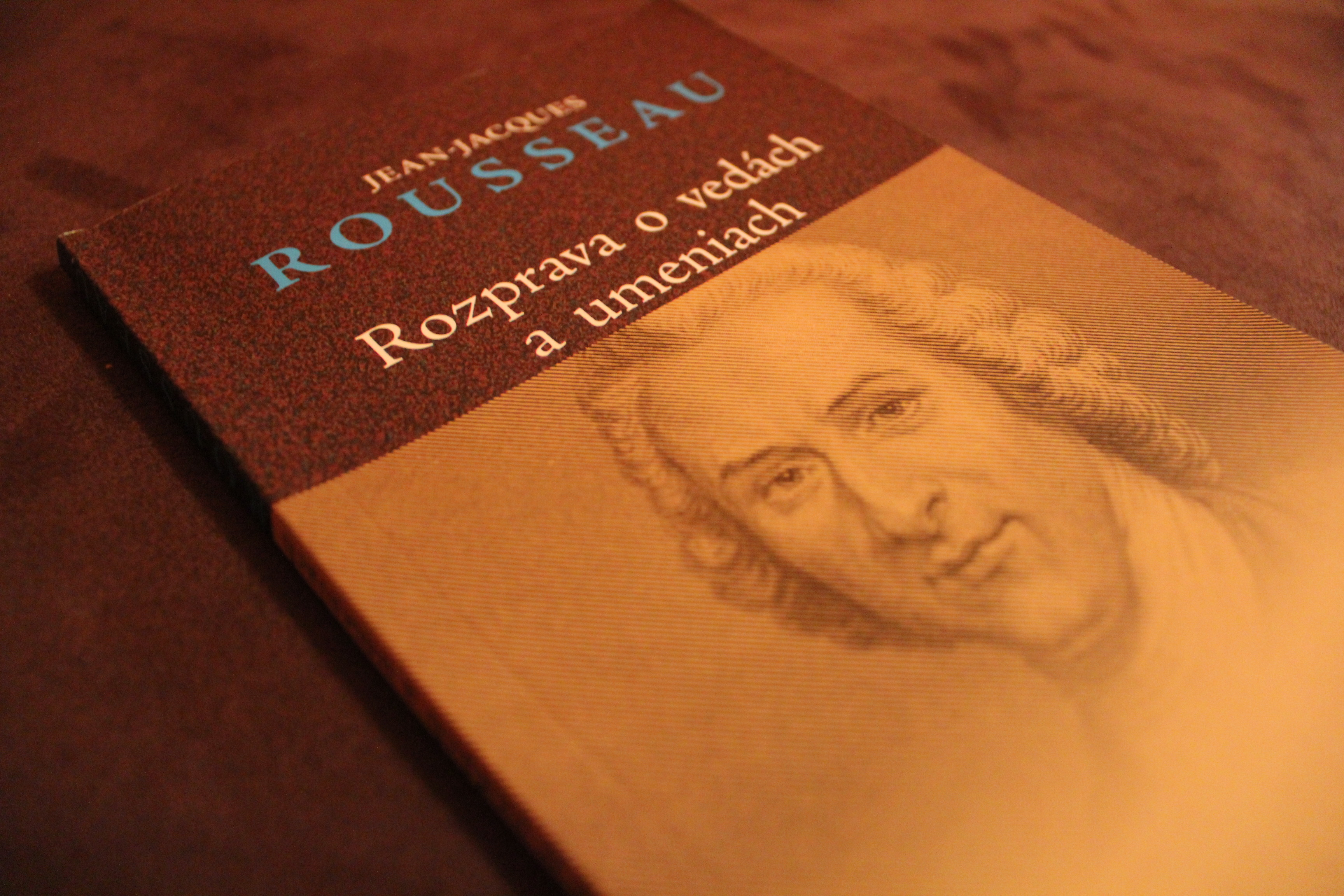
Jean-Jacques Rousseau, Rozprava o vědách a uměních, slovenský překlad, Vydavateľstvo Spolku slovenských spisovateľov

Rousseauovo dílo zbrojí proti dědičné aristokracii a probouzí prvek, jenž byl v klasicistní literatuře utlumen: citovost. Citovost jakožto základ lidských práv i povinností. Ale jeho vliv došel plného uplatnění až ve Francouzské revoluci: politický myslitel Rousseau se stal jejím duchovním otcem, a revolucionáři, ať na jedné či na druhé straně, se na něj nesčetněkrát odvolávali. I po uklidnění revolučních vášní Rousseauovo dílo pokračovalo svým vlastním životem: na pokraji nového světa průmyslové revoluce ztělesňovalo obavy z pokroku; je rovněž nositelkou prvních znaků moderní literatury, jmenovitě literatury autobiografické. Rousseau svým dílem započal epochu romantismu.
Jean-Jacques Rousseau byl sice významným autorem a vzorem pro tisíce následovníků a budoucích příznivců, kteří mu přezdívali Filozof s velkým „F“ (poprvé od dob Aristotelových), jeho osobní život byl však značně kontroverzní, zejména z dnešního hlediska (jak je ztělesňuje např. kniha Paula Johnsona Intelektuálové). Ačkoliv volal po návratu k přírodě, sám se v ní zdržoval jen krátkodobě (nanejvýš několik dní). A přestože kritizoval dědičnost stavů a šlechtické konvence, rád přijímal pozvání bohatých šlechtických hostitelů a nezdráhal se přijímat finanční dary (odtud pochází notoricky známá příhoda, kdy se Rousseau nedostavil na banket, kde mu měl samotný Ludvík XV. udělit doživotní důchod, nikoli z filozofických důvodů, ale pro útrapy spojené s nemocí močových cest). Psal o ideální výchově k přirozenosti a nezkaženosti, avšak svých pět dětí umístil brzy po narození do hrůzných podmínek tehdejších sirotčinců (v ústavu, kam je umístil, se dospělosti dožívalo jen asi 5 % chovanců, 2/3 umíraly již v 1. roce věku). Ačkoliv se k většině svých neduhů a filozofických nedokonalostí přiznal ve svém díle Vyznání (Les Confessions), dodnes zůstává rozporuplnou a mnoha způsoby interpretovanou i dezinterpretovanou postavou.

## Pedagogické myšlení
Rousseau bývá označovaný za největšího pedagoga v dějinách. Cílem Rousseaua je vychovat svobodného člověka, kterého nebudeme do ničeho nutit a budeme respektovat jeho věkové a individuální zvláštnosti. Odsuzuje učení z knih a doporučuje učení z vlastní zkušenosti. Své názory na výchovu vyjádřil v polorománu Emil aneb o výchově. Kniha je rozdělena do pěti částí. V každé části se věnuje určitému věkovému období dítěte a v páté části se zabývá výchovou ženy, tedy budoucí Emilovy manželky.
Rozdělení věku dítěte:
- Od narození do 2 let jde hlavně o tělesný rozvoj; dítě má mít dostatek pohybu, proto se nemá balit do povijanu; dítěti máme omezovat slovní zásobu, aby neznalo slova, kterým nerozumí a nemělo více slov než představ.
- Od 2 do 12 let by se děti neměly systematicky vzdělávat, to co se budou chtít naučit se naučí samy; podle Rousseaua děti do dvanácti let nejsou schopny abstraktně myslet; výchova má probíhat na venkově, protože město kazí mravy; nedoporučuje tělesné tresty, ale „kázně přirozených následků“, kdy dítě trpí následky svého činu (např. rozbije-li okno, necháme ho několik dní spát v zimě).
- Od 12 do 15 let má probíhat hlavně rozumová a pracovní výchova; děti se mají učit hlavně přírodním vědám; podle něj dítě v tomto období ještě nechápe mravní pojmy, proto by se nemělo učit humanitní vědy, historii, ale ani náboženství; je nutné poznat co nejvíce řemesel a pak si dítě vybere jedno, jemuž se vyučí.
- Od 15 do 21 let probíhá výchova ve městě; Rousseau nazývá toto období obdobím „bouří a vášní“; důležitá je hlavně mravní výchova; mladík má mít dostatek pohybu a nesmí lenošit; dále má být uveden do společnosti a rozvíjet svou lásku k ostatním lidem; náboženství se nevyučuje, mladík sám přemýšlí o zázraku přírody, o hlasu svědomí ve svém nitru a dochází mu, že za tím musí stát nějaký nejvyšší rozum, tedy Bůh.
- Výchova ženy je odlišná od výchovy muže, protože je určena k tomu, aby měla děti, vytvářela rodinnou pohodu a starala se o manželovo štěstí; protože má být také krásná a zdravá, důležitá je u ní výchova tělesná a mravní; je svému muži podřízena, myslí jeho myšlenkami a mluví jeho slovy.

## Dílo

### Spisy
- Julie aneb Nová Heloisa – průkopnické beletristické dílo, romantické prvky (1761); jedná se o román v dopisech, je bráněno milostnému vztahu dvou lidí (chudý učitel a dívka ze vznešené rodiny).
- Rozprava o vědách a umění (1750)
- Vesnický věštec (Le Devin du village, 1752) – opera
- Rozprava o původu a základech nerovnosti mezi lidmi (1755)
- Emil aneb O výchově (1762) – pedagogický román, jenž klade důraz na čistotu citu. Dílo má 5 částí (knih):
  - 1. kniha se zabývá novorozencem až do doby, kdy začíná mluvit.
  - 2. kniha popisuje výchovu hocha od dvou do dvanácti let.
  - 3. kniha se zabývá výchovou chlapce od dvanácti do patnácti let.
  - 4. kniha popisuje výchovu mladíka od patnácti let do sňatku (asi ve dvaceti letech).
    - Součástí 4. knihy je oddíl nazvaný „Vyznání víry savojského vikáře“ (zhruba 60 stran textu[2]); jde o výklad přirozeného náboženství, které je odvozeno z nádhery a účelného uspořádání přírody, což předpokládá existenci vůle, která vše ovládá, Boha.

  - 5. kniha se zabývá výchovou dívky a ženy, budoucí Emilovy manželky (Sophie, v českých vydáních Žofie).
- O společenské smlouvě neboli O zásadách státního práva (1762)
- Listy z hor (1764)
- Hudební slovník (napsán roku 1755, vydán v Paříži v roce 1767)
- Vyznání (posmrtně)
- Pojednání o moderní hudbě (1743)
- Sny osamělého chodce (1776)

Pět prací J.-J. Rousseaua zařadila církev na Index zakázaných knih; jde o následující spisy:
- Julie, ou la nouvelle Héloise; lettres de deux amans, habitans d'une petite ville au pied des Alpes [Julie, aneb Nová Heloisa: listy dvou milenců, obyvatelů městečka na úpatí Alp];
- Emile, ou de l'éducation [Emil čili O vychování];
- Du contract social, ou principes du droit politique [O společenské smlouvě neboli O zásadách státního práva];
- Lettre à M. de Beaumont archevêque de Paris (18 novembre 1762) [Dopis panu de Beaumontovi, arcibiskupu pařížskému];
- Lettres écrites de la montagne [Listy z hor]

### České a slovenské překlady
- ROUSSEAU, Jean-Jacques. Júlia, alebo, Nová Heloisa: listy dvoch milencov, obyvateľov mestečka na úpätí Álp. Preklad Soňa Hollá. 1. vyd. Bratislava: Tatran, 1982. 712 s. Svetová tvorba; zv. 155.
- ROUSSEAU, Jean-Jacques. Nová Heloisa. Díly 1.–3. Přeložil A. Tvrdek. Praha: Pelcl, 1912. 594 s.
- ROUSSEAU, Jean-Jacques. Nová Heloisa. Díly 4.–6. Přeložil A. Tvrdek. Praha: Pelcl, 1912. S. 597-1134.
- ROUSSEAU, Jean-Jacques. Emil alebo o výchove. Preklad Karol Chrappa. 1. vyd. Bratislava: SPN, 1956. 407, [2] s. Knižnica pedagogických klasikov; Zv. 10.
- ROUSSEAU, Jean-Jacques. Emil čili O vychování. 3. vyd., zrevidované. Přeložil Antonín Krecar. Olomouc: R. Promberger, 1926. 419 s. [Krecarův překlad obsahuje knihy 1.–4., chybí 5. kniha, která se zabývá výchovou ženy (Žofie).]
  - ROUSSEAU, Jean-Jacques. Emil, čili, O vychování. Překlad Antonín Krecar. Vyd. 2., oprav. a dopl. V Přerově: Fr. Bayer a Boh. Smutný, 1907. 454, [1] s. Bayerova bibliotéka paedagogických klassiků českých i cizích; 9.
  - ROUSSEAU, Jean-Jacques. Emil, čili, O vychovávání. Překlad Antonín Krecar. 1. vydání. V Přerově: Fr. Bayer, 1889. xxxxiv, 412 s. Bayerova bibliotéka paedagogických klassiků českých i cizích; dílo 9.
- ROUSSEAU, Jean-Jacques. Emil čili o vychování. 1. díl (1.–3. kniha). Přeložil Rudolf Brejcha. Úvod („O životě, názorech a spisech Rousseauových“) napsal Jaroslav Novák. Praha: Dědictví Komenského, 1910. clxxxv, 249 s.
- ROUSSEAU, Jean-Jacques. Emil čili o vychování. 2. díl (4. a 5. kniha); Pokračování Emila. Přeložil Milan Svoboda. Praha: Dědictví Komenského, 1911. 471 s.
- ROUSSEAU, Jean-Jacques. Vyznání. Překlad Luděk Kult. 3. vyd., v Odeonu 1. vydání. Praha: Odeon, 1978. 545 s., 39 obr. příl. Paměti, korespondence, dokumenty; sv. 62.
  - Paměti, v nichž autor vypráví román svého života a snaží se odhalit především své nitro. Evokuje v nich vzpomínky na dětství a mládí, líčí životní zápasy, polemiky, zpodobuje záchvaty stihomamu a rozvíjí sebeobhajobu.
- ROUSSEAU, Jean-Jacques. Vyznání. Díl 1., Mládí. Praha: Julius Albert, 1929. 340, [II] s. Knihovna klasických memoarů; sv. 4.
- ROUSSEAU, Jean-Jacques. Vyznání. Díl 2., Zápasy mužných let. Praha: Julius Albert, 1929. 549, [II] s. Knihovna klasických memoarů; sv. V.
- ROUSSEAU, Jean-Jacques. Vyznání. I., Mládí. Přeložil Jiří Staněk. Praha: St. Sokol, 1910, 374 s.
- ROUSSEAU, Jean-Jacques. Vyznání. II., Zápasy mužných let. Přeložil Jiří Staněk. Praha: St. Sokol, 1911, 589 s.
- ROUSSEAU, Jean-Jacques. Sny samotářského chodce. Překlad Eva Berková. Vyd. 1. Praha: K+D Svoboda, 2002. 167 s. ISBN 80-903140-0-7.
  - Slavný filosof tu navazuje na své „Vyznání“ a v deseti „procházkách“, z nichž poslední už nedokončil, kráčí ve vzpomínkách svým minulým životem, vrací se k tomu, co v něm nutilo k zamyšlení, těšilo a hřálo i působilo bolest a smiřuje se s vědomím, že životní pouť neodvratně končí.
- ROUSSEAU, Jean-Jacques. Dumy samotářského chodce. Vyd. v SNKLU 1. Přeložil Karel Šafář. Praha: Státní nakladatelství krásné literatury, hudby a umění, 1962. 169 s. Světová četba; Sv. 283.
  - ROUSSEAU, Jean-Jacques. Dumy samotářského chodce: na desíti procházkách. Přeložil Karel Šafář. Praha: Sokol, 1913, 155 s. Levná osvětová knihovna sv. 53.
- ROUSSEAU, Jean-Jacques. O původu nerovnosti mezi lidmi. Přeložil Henriette Taillet-Sedláčková. Praha: Svoboda, 1949, 119 s.
  - Pojednání napsané v polovině 18. století (1755) je zdrcující kritikou sociálních poměrů vládnoucích v předrevoluční feudální Francii. Rousseau hledá a nachází příčiny sociální bídy v kultuře a civilisaci, které podle něho činí člověka nešťastným.
- ROUSSEAU, Jean-Jacques. Rozprava o politické ekonomii. 1. vyd. Přeložil Vojtěch Zamarovský. V Praze: Státní nakladatelství politické literatury, 1956, 89 s.
  - Tato málo známá Rousseauova práce byla napsána pro francouzskou Encyklopedii, v níž vyšla r. 1757–1758. Rousseau se v ní soustřeďuje hlavně na otázky státního hospodářství, vyslovuje však zároveň řadu buržoasně plebejských požadavků, které se později, za Velké francouzská revoluce, staly programem „levicových“ skupin, hlavně jakobínů. Základem je revoluční požadavek rovnosti, která podle Rousseaua musí být zajištěna především ekonomicky, totiž odbouráním velkých majetků a jejich uvedením na „střední stav“. Základem občanské společnosti je ale pro Rousseaua soukromé vlastnictví a vlastnické právo je „nejposvátnější ze všech občanských práv“.
- ROUSSEAU, Jean-Jacques. O společenské smlouvě aneb zásady politického práva. Překlad Hana Fořtová. Součást knihy Rozprava o nerovnosti. O společenské smlouvě. Praha: Univerzita Karlova, Nakladatelství Karolinum, 2022. ISBN 978-80-246-3415-9.
- ROUSSEAU, Jean-Jacques. O společenské smlouvě, neboli, O zásadách státního práva. Překlad Jarmila Veselá. Dobrá Voda: Aleš Čeněk, 2002, 157 s. ISBN 80-86473-10-4. [Reprint vydání z roku 1949.]
  - ROUSSEAU, Jean-Jacques. O společenské smlouvě: neboli o zásadách státního práva. Překlad Jarmila Veselá. Praha: Linhart, 1949, 157 s.
    - Rousseauova Společenská smlouva – jedna z nejvlivnějších knih v životě společenském: dovolávali se jí jakobíni i sociální teoretici první poloviny 19. století. Obsahuje „socialistické“ vyznání Rousseauovo, tj. ideál rovnosti a státní všemoci.
- ROUSSEAU, Jean-Jacques. O smlouvě společenské, čili, O základech politického práva. Překlad František Šelepa. Obálkové vydání. V Praze: J. Otto, [1929]. viii, 186 s. Světová knihovna; č. 924–926. a. b. c.
  - ROUSSEAU, Jean-Jacques. O smlouvě společenské čili o základech politického práva. Přeložil František Šelepa. Praha: J. Otto, 1911. 186 s. Světová knihovna; č. 924–926.
- ROUSSEAU, Jean-Jacques. Smlouva společenská, základy práva politického: (contract social). Přeložil Karel Adámek. Aug. Švagrovský : 1871. 135 s. Sbírka proslulých politických spisů všech národů a časů; 1. sv.
- ROUSSEAU, Jean-Jacques. Esej o původu jazyků, kde se hovoří o melodii a hudebním napodobování. V českém jazyce vyd. 1. Přeložil Martin Pokorný. Praha: Prostor, 2012. 258 s. ISBN 978-80-7260-261-2.
- ROUSSEAU, Jean-Jacques. Dopis d'Alembertovi: [Orig.: Lettre à d'Alembert]. 1. vyd. Praha: KANT pro AMU, 2008. 241 s. ISBN 978-80-86970-83-7. [Obsahuje též „Dopis panu Rousseauovi, občanu Ženevy, od pana d’Alemberta z Francouzské akademie“.]
- ROUSSEAU, Jean-Jacques. J.J. Rousseau a jeho pedagogický odkaz: výbor z pedagogického díla. Editor Josef Cach. 1. vyd. Praha: Státní pedagogické nakladatelství, 1967. 158 s., [3] s. obr. příl.
  - Výběr ukázek z díla francouzského filosofa a pedagoga je uveden studií o jeho osobnosti a díle. Kromě obsáhlejší ukázky z pedagogického románu Emil, shrnujícího Rousseauovy pokrokové názory a myšlenky, je tu i text části prvního listu ze spisu Emil a Žofie a 4. kapitola věnovaná výchově z Úvah o polské vládě a její reformě v roce 1772.
- ROUSSEAU, Jean-Jacques. Rozpravy. 2. rozš. vyd. Překlad Jindřich Veselý, Eva Blažková, Vojtěch Zamarovský. Praha: Svoboda, 1989, 292 s. Filozofické dědictví. ISBN 80-205-0064-2. [Rozprava O společenské smlouvě je zkrácena.]
  - ROUSSEAU, Jean-Jacques. Rozpravy: [Výbor z díla]. 1. vyd. Překlad Vojtěch Zamarovský a Eva Blažková. Praha: Svoboda, 1978, 282, [3] s.
    - Vedle úvodní studie V. Čecháka, vykládající a hodnotící filozofovo dílo, obsahuje kniha tři základní Rousseauovy práce, tj. Pojednání o původu a příčinách nerovnosti mezi lidmi, Rozprava o politické ekonomii a O společenské smlouvě neboli o základech státního práva (zkráceno).
- ROLLAND, Romain. Nesmrtelné stránky J. J. Rousseaua. Překlad Eva Hirschová a Jan Skála. 2. vydání. Praha: Fr. Borový, 1948. 159 s.
  - ROLLAND, Romain. Nesmrtelné stránky J. J. Rousseaua. Překlad Eva Musilová a Jan Skála. 1. vydání. Praha: Fr. Borový, 1947. 159 s.
- Antológia z diel filozofov. Zv. 5. Novoveká empirická a osvietenská filozofia. Bratislava: Vydavateľstvo politickej literatúry, 1967. 543 s. [Na str. 425–473 je otištěn slovenský překlad části Rousseauovy rozpravy „O společenské smlouvě“.]
- ROUSSEAU, Jean-Jacques. Rozprava o vedách a umeniach. Bratislava: Vydavateľstvo Spolku slovenských spisova, 2011. 112 s. ISBN 978-80-8061-453-9. (slovensky)

## Rousseau v populární hudbě
Rousseauovo hudební dílo zdomácnělo i v populární hudbě. Árie zvaná Sen z opery Vesnický věštec je založena na melodii, kterou autor údajně zaznamenal na základě snu, ve kterém slyšel zpívat anděla. Melodie byla publikována pod názvem Rousseau's Dream, an Air with Variations for the Piano Forte v roce 1881 vydavatelstvím J. D. Cramer ve Filadelfii. V anglosaském světě následně zlidověla pod názvem Go tell aunt Rhody. V České republice melodii zpopularizovala skupina Spirituál kvintet pod názvem Růžička.